# Частоостровское

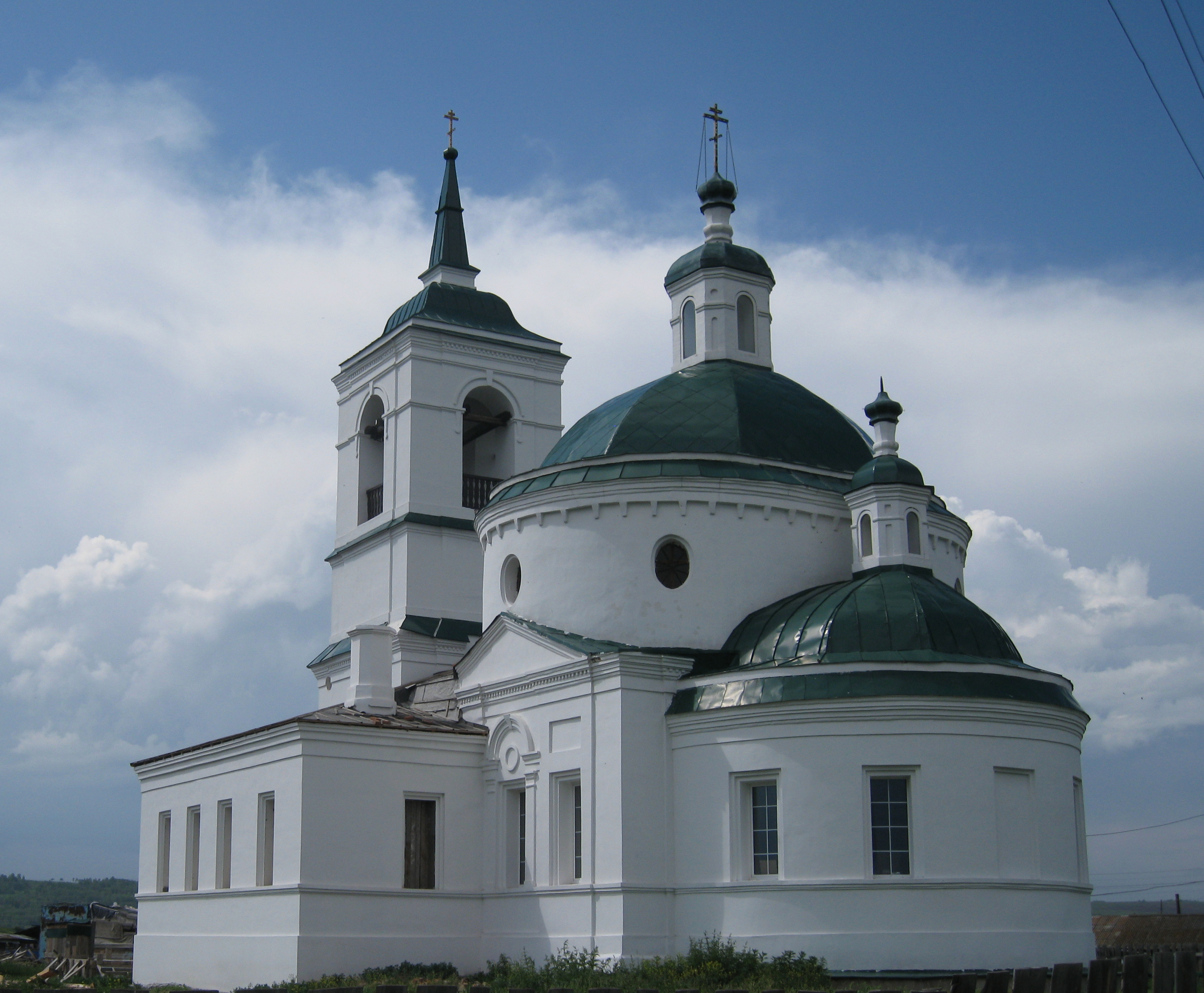
Свято-Троицкая церковь после реставрации 2009 года.

Частоостро́вское — село в Емельяновском районе Красноярского края, административный центр Частоостровского сельсовета.

## География
Село расположено в 20 км к северо-востоку от краевого центра – города Красноярска, на левом берегу реки Енисей, возле протоки Частоостровской.

## История
Село было основано в 1644 году казаками Шадриным, Беспаловым, Зубрицким, Маториным, Колмаковым, поставившими у енисейской протоки острог. Само же село сначала  получило название Частоострогское — за частые в этих местах остроги. 
В дальнейшем, из-за наводнений в речной долине Енисея, здесь образовалось множество островов, а название села из Частоострогского трансформировалось в Частоостровское.
В 1812 — 1824 годах в селе, на месте деревянной, которая существовала с 1730 года, была построена каменная церковь. При храме существовала библиотека, в которой находилось 327 томов — преимущественно архиерейские грамоты и Библии с гравюрами.
К началу XX века Частоостровское уже было большим процветающим  волостным селом с почтой, телеграфом, участковой лечебницей и двумя начальными школами: церковно-приходской и государственной.
В 1929 году в селе был организован колхоз «Оборона страны». В 1930-е годы создана одна из первых в крае МТС.

## Население
| 2010 |
| ---- |
| 1283 |

## Экономика
В селе работает АО «Частоостровское», специализирующееся на производстве мяса и молока. Так же в селе имеется тепличный комплекс, в котором выращивают различные овощи.

## Транспорт
Связь с краевым центром осуществляется двумя автодорогами районного значения: 
«Красноярск – Кубеково – Частоостровское» и 
«Енисейский тракт – Серебряково – Частоостровское»

## Образование, Здравоохранение, Культура
В селе действуют: школа, детский сад, врачебная амбулатория, фольклорно-этнографический музей «Островок», библиотека и Дом культуры.
Кроме того, в селе имеется уникальный, построенный в 1824 году, Свято-Троицкий храм с единственной в Восточной Сибири архитектурой в форме овала. В 1930-х храм был закрыт и затем (в 1965 году) частично разобран. В 2009 году началось его реставрация и сейчас он полностью восстановлен.